# 中国人民解放军农业建设部队
中国人民解放军农业建设部队是1950年代初期中国人民解放军从事农业建设的部队。

## 历史
1949年中华人民共和国成立后，对解放军庞大的编制规模复员裁军成为中央人民政府工作重点。为此，一些步兵师改编为农业建设部队、建筑工程部队、林业工程部队、交通工程部队、水利工程部队。
- 中国人民解放军农业建设第一师：由西北军区独立第一师改编。[1]
- 中国人民解放军农业建设第二师：1952年2月卫戍济南市的第97师改编。辖第4、5、6团，开赴以盐碱地闻名的广饶黄泛区。
- 中国人民解放军农业建设第三师：原华东军区警备第五旅，1950年11月7日改编为步兵第101师，师机关驻烟台市，仍担负海防和城市治安任务。1952年2月改编为农业建设第三师，隶属山东省棉垦委员会。5月2日，在烟台市办理防务、部分装备移交步兵100师手续。5月5日，师在烟台召开接受新番号誓师大会，设第七、八、九团；炮团二个营及师直工兵连1093人移交胶东军区，部队到达胶县、金口一带，建设大型国营农场。8月10日，农三师补充胶东军区警备一团、炮兵二团、军区集训队及一00师官兵1868人。1953年1月改编为中国人民志愿军铁道工程第十师，沿革为中国人民解放军铁道兵第十师、铁道部第二十工程局。
- 中国人民解放军农业建设第四师：1952年2月步兵第102师改编。政委冯国柱、副师长李桂莲。1952年4月20日从南通市海门县三厂镇进驻苏北灌溉总渠尾闸两岸草滩，开始三年间开垦荒地90,000余亩。[2]1953年4月20日，经华东军政委员会报请中央军委批准，命名为“国营淮海农场”。1955年4月，农建四师建制奉命撤消，正式实行国有农场管理体制。[3]
- 中国人民解放军农业建设第五师：1952年5月农建五师到普济圩，师长孔令甫、副师长孙靖宇、副师长兼参谋长陈德三，官兵10886人；原农场职工1090人也由该师管理。1953年1月，农建五师奉命离场抗美援朝，改编为中国人民志愿军铁道工程第11师；安徽省公安厅接管普济圩，改为劳改农场。

另新疆军区1953年整编后只保留X个师，其余部队改编为农业建设师：
- 新疆军区农建第一师：第五师改编
- 新疆军区农建第二师：第六师改编
- 新疆军区农建第三师：第十四师改编
- 新疆军区农建第四师：第十五师改编
- 新疆军区农建第五师：第十六师改编
- 新疆军区农建第六师：第十七师改编
- 新疆军区农建第七师：第二十五师改编
- 新疆军区农建第八师：第二十六师改编
- 新疆军区农建第九师：第二十七师改编
- 新疆军区农建第十师：骑兵第七师改编